# Euploea opalina
Euploea opalina är en fjärilsart som beskrevs av Hans Fruhstorfer 1910. Euploea opalina ingår i släktet Euploea och familjen praktfjärilar. Inga underarter finns listade i Catalogue of Life.